# Alexandra Abrahams
Alexandra Lilian Amelia Abrahams (nascida em 13 de julho de 1986) é uma política sul-africana que actua como membro da Assembleia Nacional desde maio de 2019. Ela foi nomeada Vice-Ministra-Sombra do Desenvolvimento Social em dezembro de 2020. Abrahams é membro da Aliança Democrática.

## Biografia
Abrahams obteve um diploma de honra em ciência política pela Universidade de Stellenbosch. Ela também é graduada em relações internacionais.
Abrahams juntou-se à Aliança Democrática (DA) em 2009, quando se tornou assistente do gerente de campanha provincial do partido para as eleições gerais daquele ano. Dois anos depois, ela encontrou emprego no Departamento Provincial de Desenvolvimento Social. Ela trabalhou para o departamento até maio de 2019.
Abrahams foi colocada em terceiro lugar na lista regional do DA para as eleições gerais no dia 8 de maio de 2019. Como resultado do desempenho eleitoral do DA, Abrahams foi eleita. Ela tomou posse como membro da Assembleia Nacional no dia 22 de maio de 2019. Em 27 de junho de 2019, ela actua como membro suplente do Comité de Portefólio de Desenvolvimento Social.
Em dezembro de 2020, o líder parlamentar da DA, John Steenhuisen, nomeou-a para o seu governo sombra como Vice-Ministra-Sombra de Desenvolvimento Social.